# Шестое чувство (стихотворение)
«Шесто́е чу́вство» — стихотворение Н. С. Гумилёва, написанное в 1920 году и опубликованное в 1921 в составе сборника «Огненный столп».

## Анализ
Стихотворение посвящено шестому чувству, его познанию, выяснению того, на чём оно основывается и что именно это чувство собой представляет. С позиции фундаментализма Гумилёв говорит, что каждый человек стремится, в первую очередь, к материальным благам. Поэт называет минимум для любого мужчины: «Добрый хлеб», женщины и вино. К тому же Гумилёв отмечает, что есть духовные ценности, которые нельзя «ни съесть, ни выпить, ни поцеловать»; сам автор не даёт ответа на вопрос, что же следует делать с ними.